# Brevipalpus lagasceae
Brevipalpus lagasceae är en spindeldjursart som beskrevs av De Leon 1960. Brevipalpus lagasceae ingår i släktet Brevipalpus och familjen Tenuipalpidae. Inga underarter finns listade.